# Suore di San Francesco (Clinton)
Le Suore di San Francesco, di Clinton (in inglese Sisters of St. Francis; sigla O.S.F.), sono un istituto religioso femminile di diritto pontificio.

## Storia
La congregazione fu fondata il 16 giugno 1868 a Gethsemani, nel Kentucky, dall'abate della locale trappa, Benedetto Berger, e da Peter Joseph Lavialle, vescovo di Louisville.
Le origini della congregazione risalgono alla scuola aperta nel 1853 dall'abate Berger: nel 1863 la direzione della scuola fu affidata a Caroline Warren che l'anno successivo, insieme con due compagne, fu ammessa al Terz'ordine di San Francesco. Berger aveva intenzione di formare una comunità di suore trappiste, ma poiché la scuola aveva difficoltà a svilupparsi e la comunità rimaneva limitata a cinque religiose, l'abate inviò le donne a prepararsi alla vita religiosa presso le suore francescane di Oldenburg.
Intanto l'abate Berger fece costruire per le suore un convento a Mount Olivet e nel 1868 fu eletta la prima superiora generale, madre Maria Paola Beaven. Dopo un periodo di difficoltà, le suore lasciarono la diocesi di Louisville e nel 1893 si stabilirono a Clinton, in diocesi di Dubuque.
La prima casa all'estero fu aperta nel 1960 nelle Bahamas.
L'istituto, aggregato all'ordine dei frati minori dall'11 settembre 1907, ricevette il pontificio decreto di lode il 27 marzo 1923; l'approvazione definitiva giunse il 16 giugno 1939.

## Attività e diffusione
Le suore, dedite inizialmente all'insegnamento, estesero negli anni la loro opera alle attività sociali e sanitarie.
La sede generalizia è a Clinton, in Iowa.
Alla fine del 2015 l'istituto contava 56 religiose e una sola casa.